# スカート (CHARAの曲)
「スカート」は、日本の女性ミュージシャン、CHARAの23枚目のシングル。2001年7月4日にエピックレコードジャパンから発売された。

## 概要
元スマッシング・パンプキンズのジェームス・イハによるプロデュース。
大塚製薬「ポカリスエット」CMソング。
シングル・ヴァージョンとアルバム・ヴァージョンが存在し、アルバム『マドリガル』にはシングル・ヴァージョンもボーナストラックとして収録されている。
同年10月11日には石井聰互監督によるショートフィルムを収録した同名の音楽映像作品も発売された。

## 収録曲
| #         | タイトル         | 作詞      | 作曲             | 編曲                                 | 時間 |
| --------- | ---------------- | --------- | ---------------- | ------------------------------------ | ---- |
| 1.        | 「スカート」     | CHARA     | ジェームス・イハ | ジェームス・イハ、アンディ・チェイス | 4:17 |
| 2.        | 「あいしたいの」 | CHARA     | CHARA            | アンディ・チェイス                   | 3:15 |
| 合計時間: | 合計時間:        | 合計時間: | 合計時間:        | 合計時間:                            | 7:32 |